# Huanchengdong Road
Huanchengdong Road (环城东路; Pinyin: Huánchéng Dōng Lù) is een station van de metro van Shanghai, gelegen in het district Fengxian. Het station werd geopend op 30 december 2018 en is onderdeel van de zuidelijke verlenging van de hoofdlijn van lijn 5.
Het station is gelegen aan de kruising van Nanqiao East Huancheng Road en Hangnan Highway. Tijdens de plannings- en bouwperiode was het station gekend als Huandong Road. Het is een ondergronds station met een eilandperron tussen de twee sporen. Het station is toegankelijk met vier ingangen op straatniveau. 
Ten westen van dit station maakt lijn 5 een bocht naar het noorden, komt bovengronds en loopt verder noordwaarts op een viaduct boven de begane grond.
Xinzhuang · Chunshen Road · Yindu Road · Zhuanqiao · Beiqiao · Jianchuan Road · Dongchuan Road · Jiangchuan Road · Xidu · Xiaotang · Fengpu Avenue · Huanchengdong Road · Wangyuan Road · Jinhai Lake · Fengxian Xincheng · zijtak: Dongchuan Road · Jinping Road · Huaning Road · Wenjing Road · Minhang Development Zone

Lijnen van de metro van Shanghai: 1 · 2 · 3 · 4 · 5 · 6 · 7 · 8 · 9 · 10 · 11 · 12 · 13 · 14 · 15 · 16 · 17 · 18 · Pujiang Line